# لیکساید گرین (فلوریدا)
لیکساید گرین (به انگلیسی: Lakeside Green) یک منطقهٔ مسکونی در ایالات متحده آمریکا است که در شهرستان پام بیچ، فلوریدا واقع شده‌است. لیکساید گرین ۱٫۴ کیلومتر مربع مساحت و ۳٬۳۱۱ نفر جمعیت دارد و ۴ متر بالاتر از سطح دریا قرار دارد.